# Мальта (Каринтия)
Мальта (нем. Malta (Kärnten)) — коммуна (Gemeinde) в Австрии, в федеральной земле Каринтия.
Входит в состав округа Шпитталь-ан-дер-Драу. Население составляет 2120 человек (на 31 декабря 2005 года). Занимает площадь 261,77 км².

## Политическая ситуация
Бургомистр коммуны — Ханспетер Шар (б/п) по результатам выборов 2003 года.
Совет представителей коммуны (нем. Gemeinderat) состоит из 19 мест.
- СДПА занимает 8 мест.
- беспартийные: 7 мест.
- АПС занимает 4 места.